# Continuidad (ficción)

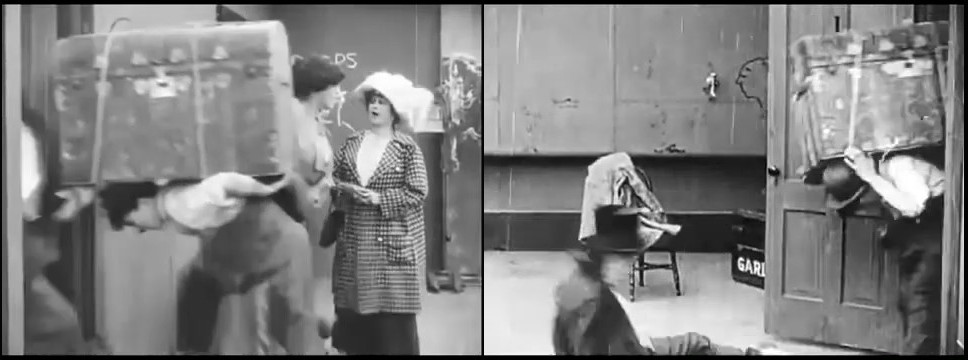
La falta de continuidad en la película "The Property Man"

En la ficción, la continuidad es la coherencia de las características de las personas, la trama, objetos, lugares y sucesos vistos por el lector o el espectador sobre un cierto período de tiempo. Es de interés para varios tipos de obras.
La continuidad está particularmente medida en las producciones de cine y televisión debido a la dificultad de rectificar un error en la continuidad una vez que se ha rodado. También se aplica a otras formas de arte, incluyendo novelas, cómics, anime, videojuegos y la animación, aunque por lo general en menor escala.
La mayoría de las producciones tienen un continuista a mano cuyo trabajo consiste en prestar atención y tratar de mantener la continuidad a través de una producción caótica y por lo general no lineal. Para ello se usa una gran cantidad de documentos, fotografías, así como gran memoria y la atención para fijarse en una gran cantidad de detalles. Por lo general se tienen en cuenta circunstancias tanto de dentro como de fuera del escenario y a menudo datos técnicos, entre los que se incluyen un registro meticuloso de posicionamiento de la cámara y la configuración de los equipos. Hasta hace un tiempo normalmente se usaba una cámara Polaroid para llevar el registro, pero desde entonces ha sido sustituida por el advenimiento de las cámaras digitales. Todo esto se hace para que, idealmente, todas las tomas relacionadas pueden encajar, a pesar de haber miles de tomas distintas que pueden haber sido rodadas a miles de kilómetros y con varios meses de diferencia. Es un trabajo poco visible, sin embargo, porque si se hace a la perfección, nadie se dará cuenta.
En los cómics, continuidad significa el conjunto de sucesos contiguos que se desarrollan en un "mismo universo" o "universos separados" (ver crossover ficcional).
Hoy en día, el mantenimiento de una trama coherente y la continuidad de personajes es una prioridad para muchos escritores de la serie de televisión de larga duración.

## Errores de continuidad
Aunque la mayoría de los fallos de continuidad son sutiles, tales como cambios en el nivel de la copa de un personaje o la longitud de un cigarrillo, otros pueden ser más evidentes, como un cambio drástico y repentino en la apariencia de un personaje. Este tipo de errores en la continuidad puede arruinar la ilusión de realismo y afectan a la suspensión de la incredulidad.
En el cine, se debe prestar especial atención a la continuidad, porque las películas rara vez se toma en el orden en que se presentan. El plan de rodaje a menudo dependen de temas como los permisos de ubicación. Un personaje puede volver a Times Square en Nueva York varias veces a lo largo de una película, pero dado que es extraordinariamente caro rodar cerca de Times Square, las escenas probablemente se filmarán todas al mismo tiempo con el fin de reducir los costes. El tiempo, el ambiente de la luz natural, el reparto y la disponibilidad de la tripulación, o cualquier número de otras circunstancias también pueden influir en un plan de rodaje.

### Errores de montaje
Errores de edición puede ocurrir cuando un personaje en una escena se refiere a un suceso o incidente que no ha ocurrido todavía, o de los que todavía no puede tener noticia.
Un ejemplo de un error de edición se puede ver en la película El mundo está loco, loco, loco (1963), donde se ve una escena de gente subiendo por una pendiente está vista desde abajo y luego repite desde arriba.

### Errores visuales
Errores visuales son instantes de discontinuidad que ocurren en los medios visuales como el cine y la televisión. Por ejemplo, ropas que cambian de color, sombras que se hacen más largas o más cortas, objetos de una escena que cambian de sitio o desparecen, etc.
Un ejemplo de un error visual ocurre en la película Waking Ned (1998) cuando dos de los personajes de la película, Jackie y Michael, están caminando bajo una tormenta hacia la casa de Ned. El paraguas que llevan es de color negro durante su conversación, al caminar hacia la casa (filmado desde un poco por encima y al frente), sin embargo, después de cortar a un plano inferior (filmado desde atrás de Jackie), Michael entra por la derecha de la pantalla y sostiene un paraguas que no es negro sino gris, con una banda de color marrón en el borde.
A pesar de los errores de continuidad visual están, lógicamente, confinados a los medios visuales, pueden ocurrir errores similares en literatura. En El cuento del molinero de Los cuentos de Canterbury de Chaucer, una puerta es arrancada de sus goznes y poco después vuelve a cerrarse en otra escena.

### Errores de la trama
Un error de la trama, refleja un fallo en la coherencia del mundo creado de ficción. Un personaje puede decir que es hijo único, pero luego mencionar a un hermano. Por ejemplo en la serie Cheers se dice que los padres de Frasier Crane están muertos. Cuando el personaje protagonizó la serie Frasier su padre se convirtió en un personaje central de la misma por lo que, en un caso de continuidad retroactiva, se explicó que Frasier se avergonzaba del comportamiento de su padre y por eso decía que había muerto.

### Discrepancias de edad
La práctica de la aceleración de la edad de un personaje de televisión (normalmente un niño o un adolescente) en conflicto con la línea de tiempo de una serie o la progresión en el mundo real de tiempo se conoce popularmente en inglés como Soap Opera Rapid Aging Syndrome, o SORAS. Los niños pueden dejar de aparecer en pantalla por un tiempo para más tarde volver a salir siendo representados por un actor varios años mayor que el original. Este envejecimiento acelerado se suele utilizar para crear una gama más amplia de historias, y atraer a los espectadores más jóvenes.

## Lidiando con los errores
Cuando se cometen errores de continuidad, los autores o los fanes suelen proponer explicaciones para tratar de conciliar los mismos. Al hecho de empezar una historia desde el principio, sin necesidad de seguir la continuidad establecida se le llama reboot.